# Taruenna
Taruenna ou Tarvenna était une cité romaine qui devint Thérouanne (Pas-de-Calais) à partir du Moyen Âge.

## La conquête romaine
Jules César conquit le nord de la Gaule en 56 av. J.-C. habité par différentes tribus belges parmi lesquelles les Morins (entre l'Aa et Boulogne-sur-Mer), dont Tarvenna était le centre le plus important. Les Ménapiens quant à eux occupaient ie territoire entre l'Aa et la Lys).

## Un carrefour de voies romaines
Tarvenna était alors située aux confins nord de l'Empire romain. Elle fut renommée Colonia Morinorum ou Civitas Morenum (capitale du pays des Morins). 
C'était situé à un carrefour de voies romaines :
- l'une venait de Gesoriacum (Boulogne-sur-Mer, avec une branche menant directement à la Tour d'Ordre) et joignait Nemetacum (Arras) et Colonia Claudia (Cologne), dont le tracé persiste dans la D341, et parfois appelé chaussée Brunehaut (parmi d'autres),
- l'autre se dirigeait vers Cassel (devenu la D190).

Une route, probablement plus ancienne que la voie romaine, était la Leulène, vicinale sinuant vers Wissant sur la côte; dont le tracé ne s'est conservé que partiellement, et dont le début coïncide avec la D192.
L'archéologie nous révèle plusieurs destructions par le feu, notamment au IIe siècle.

### Destruction de Thérouanne à la fin du Bas-Empire
En 407, Tarvenna fut entièrement dévastée par les Francs qui incendièrent la ville.

## Vestiges de la cité gallo-romaine
L'étendue de cette cité et le réseau urbain antique sont mal connus. Grâce aux fouilles archéologiques, trois nécropoles antiques ont été localisées. Une seule a été en partie étudiée: plusieurs tombes à incinération ont été mises au jour. 
Des vestiges d'une maison à hypocauste, vraisemblablement des thermes du IIe siècle ont été mis au jour sous le chœur de l'ancienne cathédrale ainsi que des fonds de cabane du début du Ier siècle. Les fouilles archéologiques ont permis de mettre au jour des aménagements du milieu du IIIe siècle.
Le musée archéologique de Thérouanne conserve du mobilier archéologique, vestiges de la cité antique : céramique et monnaie (As de l'empereur Hadrien (IIe siècle).